# Philus rufescens
Philus rufescens là một loài bọ cánh cứng trong họ Cerambycidae.